# Johann Christoph Berndt
Johann Christoph Berndt, auch als Johann Christoph Berndt der Ältere in der Literatur notiert, (* 1707 in Nürnberg; † 1. Februar 1798 ebenda) war ein deutscher Spiegelmacher, Kupferstecher, Mechanikus und Globenbauer.

## Leben

### Familie
Berndt war der Sohn des Spiegelmachers Konrad Berndt und Vater der späteren Kupferstecher Johann Christoph Berndt (der Jüngere) (1755–1798), Johann Oswald Berndt (1752–1787) und Johann Christian Berndt (1748–1812).

## Beruflicher Werdegang

### Zusammenarbeit mit Johann Philipp Andreae
Der Mechanikus und Globenbauer Johann Philipp Andreae (1699–1760) arbeitete mit ihm bis 1733 zusammen und Berndt verlegte die um 1726 von Andrae geschaffenen 13,5 cm Globen mit leichten Abänderungen ab 1756 erneut und kennzeichnet diese durch Vignetten in französischer Sprache. Dabei verwandte er die ursprünglichen Kupferplatten, die 1790 überarbeitet, erneut von Johann Georg Klinger (1764–1806) verwendet wurden.
Durch seine gestochene Schmähschrift auf den Nürnberger Rat wurde Berndt gemeinsam mit Andreae 1733 verhaftet und danach zu zwei Jahren Gefängnis verurteilt.

## Arbeiten

### Globen
1756 brachte er mit geringfügigen Verbesserungen die ab ca. 1726 von Andreae geschaffenen 13,5-cm-Globen neu heraus, wobei er sie mit einer Vignette in französischer Sprache versah. Die zugehörigen Kupferplatten wurden 1790 erneut von Johann Georg Klinger (1764–1806) verwendet, dann jedoch in deutlich verbesserter Form.

### Karten zu Sternbildern
Für den 1730/31 unter dem Titel Firmamentum Firmianum erschienenen Himmelsatlas des Salzburger Benediktiners Thomas Corbinianus (1694–1767) fertigte Berndt zahlreiche Stiche, darunter hauptsächlich Darstellungen von Sternbildern.
In seiner Veröffentlichung Klappbild des Sonnensystems mit einer Kometenbahn zum Kometen von 1769 verwechselte er im zugehörigen Text das Ereignis mit dem Erscheinen des Halleyschen-Kometen von 1759.

### Topografische Karten
- Exact und accurater Plan von denen Gegenten am Rhein mit der ganzen Situation des Kayserl. Französisch u. Österreichische Lagers ... (1744)[3]
- Topografische Karte von Deutschland.
- Elbogner dan Saatzer Kreis und Egerische Gebiet. („Circ. Ellenbognen. et Saatens.“, Prag: Peter Franza, [1802?])[4]
- Elbogner dan Saatzer Kreis und Egerische Gebiet. (Peter Franza in Prag  [1802?], Gravé par J. C. Berndt geogra: á Prag,)[5]

### Stadtgeschichte Nürnberg
- 1748: Wahre Abbildung des schönen Umzugs : so in de Heil. Röm. Reichs freyen Stadt Nürnberg, mit Oberherrlicher Erlaubniß von der Löblichen Brüderschaft des Tuchmacher-Handwerks, zu ihrem gewöhnlichen Neujahrs-Tanz nach Wöhrd Anno 1768, den 11. Januarius solenniter ist gehalten worden.[6]

### Münzwesen
- 1774: Stiche zu: Dem Münzvergnügen gewidmete Nebenstunden, oder Beschreibung von hundert Stück Münzen merkwürdiger und seltener Gold- und Silber-Münzen verfasst und herausgegeben von Matthäus Heinrich Heroldt., Paul Lochner und Mayerischen Buchhandlung ., Nürnberg

## Veröffentlichungen
- Ausgewählte Werke: Thomas Corbinianus: Firmamentum Firmianum. Frankfurt/Leipzig 1730. [BSB München]
  - Neuauflage Augsburg 1731 [BSB München]., Enthält zahlreiche Stiche von Berndt